# Zhou Yang
Zhou Yang (en chino, 周洋; pinyin, Zhōu Yáng; Changchún, 9 de junio de 1991) es una patinadora de velocidad sobre pista corta china.

## Carrera deportiva
Comenzó a patinar a los ocho años. Así, un entrenador de patinaje de velocidad notó que tenía potencial en el deporte.
En el Campeonato Mundial de Patinaje de Velocidad de Pista Corta de 2008 en Gangneung (Corea del Sur), ganó la medalla de oro en la súper final femenina de 3000 metros. También ocupó el segundo lugar general, siguiendo a otra patinadora china, Wang Meng.

### Vancouver 2010
En los Juegos Olímpicos de Invierno de 2010 en Vancouver (Canadá) ganó la medalla de oro en el evento de 1500 metros y en el equipo chino de relevos de 3000 metros, junto a Sun Linlin, Wang Meng y Zhang Hui. En la final de este último evento, fue polémicamente ganado por el equipo chino, que estableció un nuevo récord mundial. El equipo de Corea del Sur terminó primero pero fue descalificado debido al contacto de una patinadora surcoreana que afectó a una patinadora china.
También estableció un nuevo récord mundial y olímpico en la semifinal de 1000 metros; y luego fue descalificada en la final. En el evento de 500 metros no logró clasificar en la semifinal.
Encontró algunas críticas por parte de Yu Zaiqing, subdirector de la Administración General de Deportes de China, después de que Yang no le agradeciera a su gobierno y país tras su victoria.

### Sochi 2014
En los Juegos Olímpicos de Invierno de 2014 en Sochi (Rusia) volvió a ganar la medalla en el evento de 1500 metros. También compitió en el evento de relevo de 3000 metros, junto a Fan Kexin, Li Jianrou y Liu Qiuhong, siendo penalizadas en la final.

### Pyeongchang 2018
En los Juegos Olímpicos de Invierno de 2018 en Pyeongchang (Corea del Sur) fue la abanderada de la delegación china en la ceremonia de apertura. Compitió en el evento de relevo de 3000 metros, junto a Fan Kexin, Qu Chunyu y Li Jinyu, siendo penalizadas en la final, al igual que el equipo canadiense, beneficiando al equipo de los Países Bajos. Previamente, habían logrado un récord olímpico en la semifinal, con un tiempo de 4:05.315. De forma individual participó en el evento de 1500 metros, quedando en primer lugar en la Final B y en octavo lugar en la tabla general.

## Reconocimientos
En reconocimiento a su actuación en los Juegos Olímpicos en Vancouver, recibió la Medalla de Honor Deportiva y fue nombrada una de las «diez mejores damas destacadas» de Changchun. Ese año también recibió un orden de mérito clase dos del gobierno provincial de Jilin. En 2014 fue nombrada «atleta excelente» por el gobierno provincial de Jilin y también se le otorgó la Medalla de la Juventud.